# Ле-Атас
Ле-Ата́с (фр. Lées-Athas) — коммуна во Франции, находится в регионе Аквитания. Департамент — Атлантические Пиренеи. Входит в состав кантона Олорон-Сент-Мари-1. Округ коммуны — Олорон-Сент-Мари.
Код INSEE коммуны — 64330.

## География

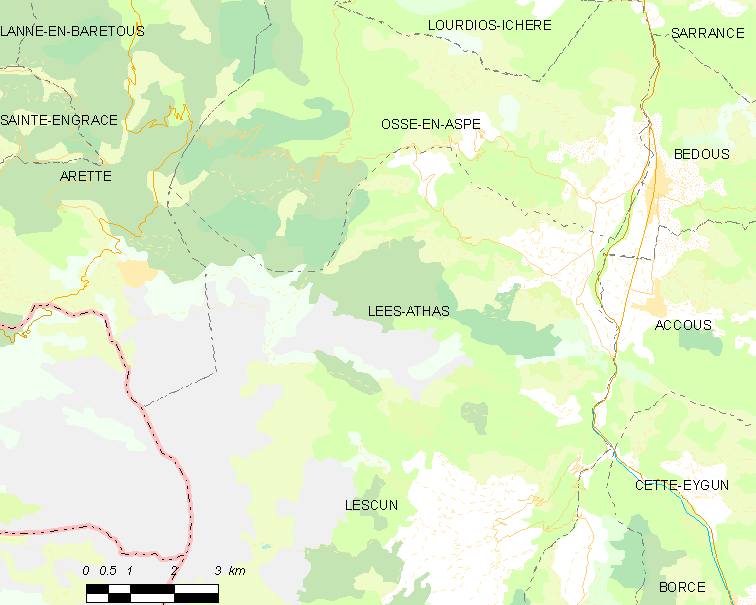
Карта коммуны

Коммуна расположена приблизительно в 700 км к югу от Парижа, в 210 км южнее Бордо, в 45 км к юго-западу от По.
На востоке коммуны протекает река Гав-д’Асп.

### Климат
Климат тёплый океанический. Зима мягкая, средняя температура января — от +5°С до +13°С, температуры ниже −10 °C бывают редко. Снег выпадает около 15 дней в году с ноября по апрель. Максимальная температура летом порядка 20-30 °C, выше 35 °C бывает очень редко. Количество осадков высокое, порядка 1100 мм в год. Характерна безветренная погода, сильные ветры очень редки.

## Население
Население коммуны на 2010 год составляло 291 человек.
| 1962 | 1968 | 1975 | 1982 | 1990 | 1999 | 2010 |
| ---- | ---- | ---- | ---- | ---- | ---- | ---- |
| 348  | 312  | 278  | 243  | 241  | 264  | 291  |

## Администрация
| Период | Период | Фамилия          | Партия                   | Примечания |
| ------ | ------ | ---------------- | ------------------------ | ---------- |
| 1995   | 2001   | Луи Лусто-Шартес |                          |            |
| 2001   | 2006   | Пьер Мулья       | беспартийный             |            |
| 2006   | 2014   | Жан Бурдаа       | Радикальная левая партия |            |
| 2014   | 2020   | Патрик Мона      |                          |            |

## Экономика
В 2010 году среди 169 человек трудоспособного возраста (15-64 лет) 134 были экономически активными, 35 — неактивными (показатель активности — 79,3 %, в 1999 году было 71,4 %). Из 134 активных жителей работали 125 человек (67 мужчин и 58 женщин), безработных было 9 (4 мужчины и 5 женщин). Среди 35 неактивных 16 человек были учениками или студентами, 11 — пенсионерами, 8 были неактивными по другим причинам.

## Достопримечательности
- Церковь Нотр-Дам (XII век) в деревне Ле
- Церковь Св. Феликса (XV век) в деревне Атас

## Фотогалерея

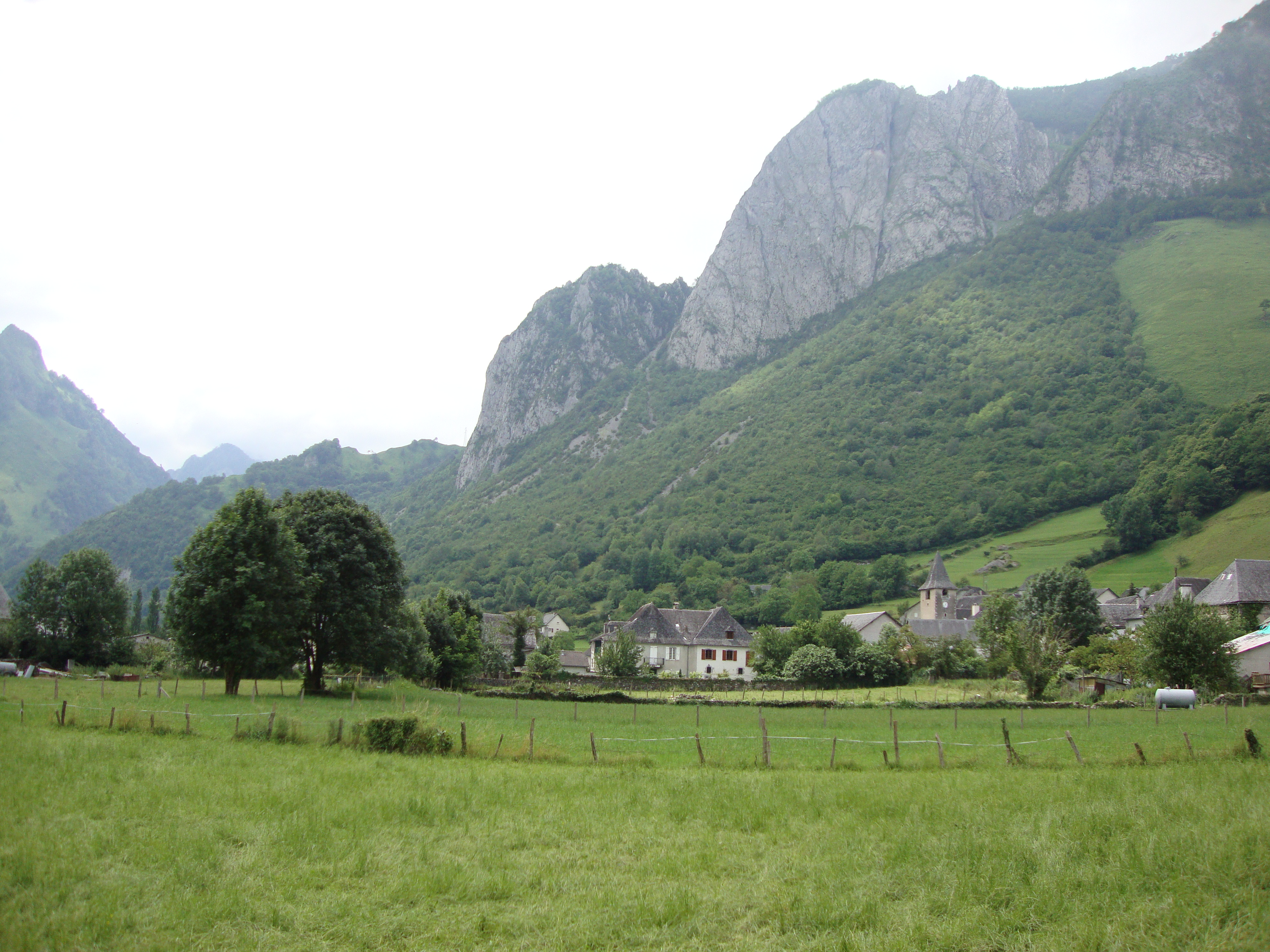
Деревня Ле
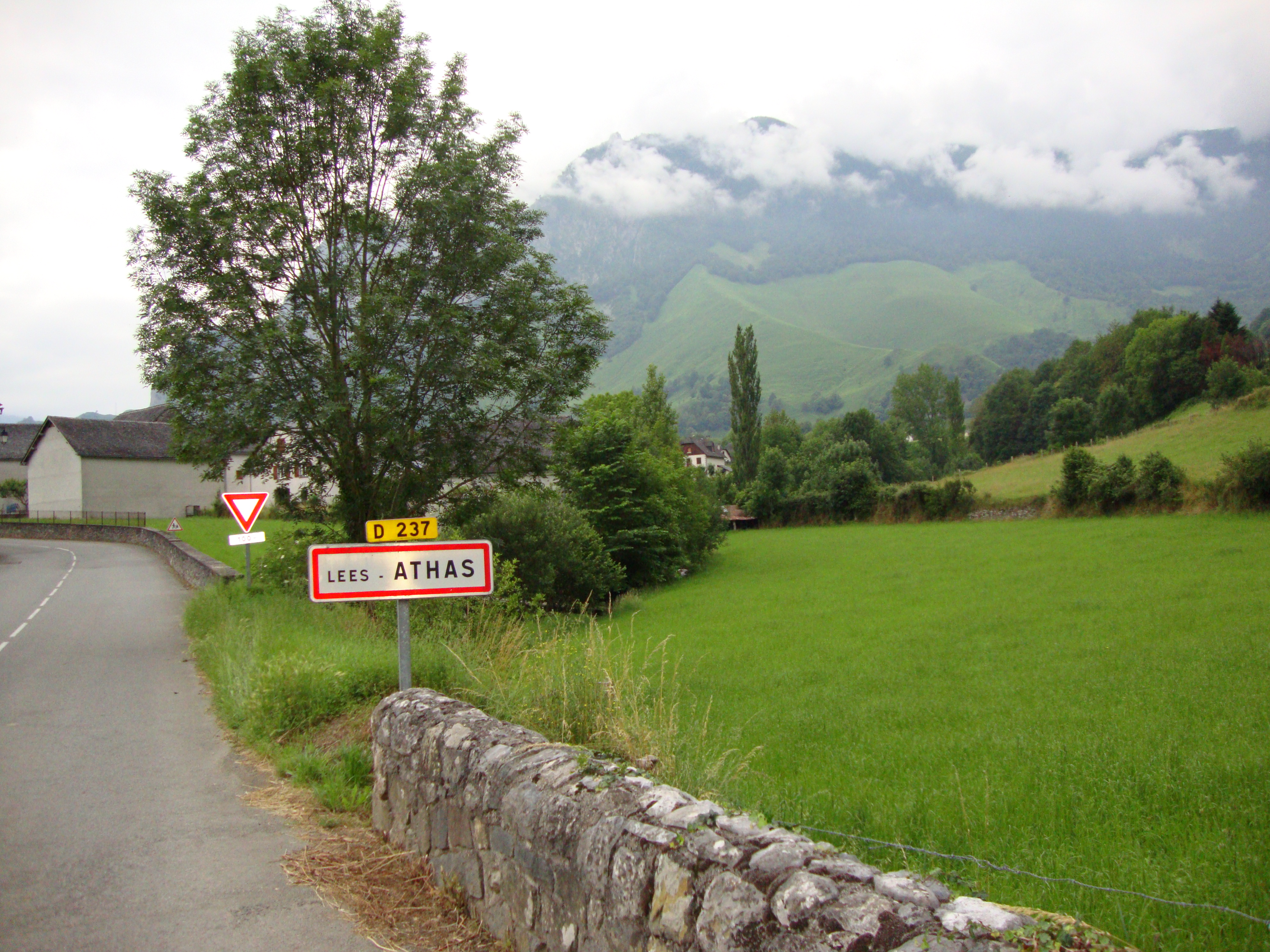
Деревня Атас
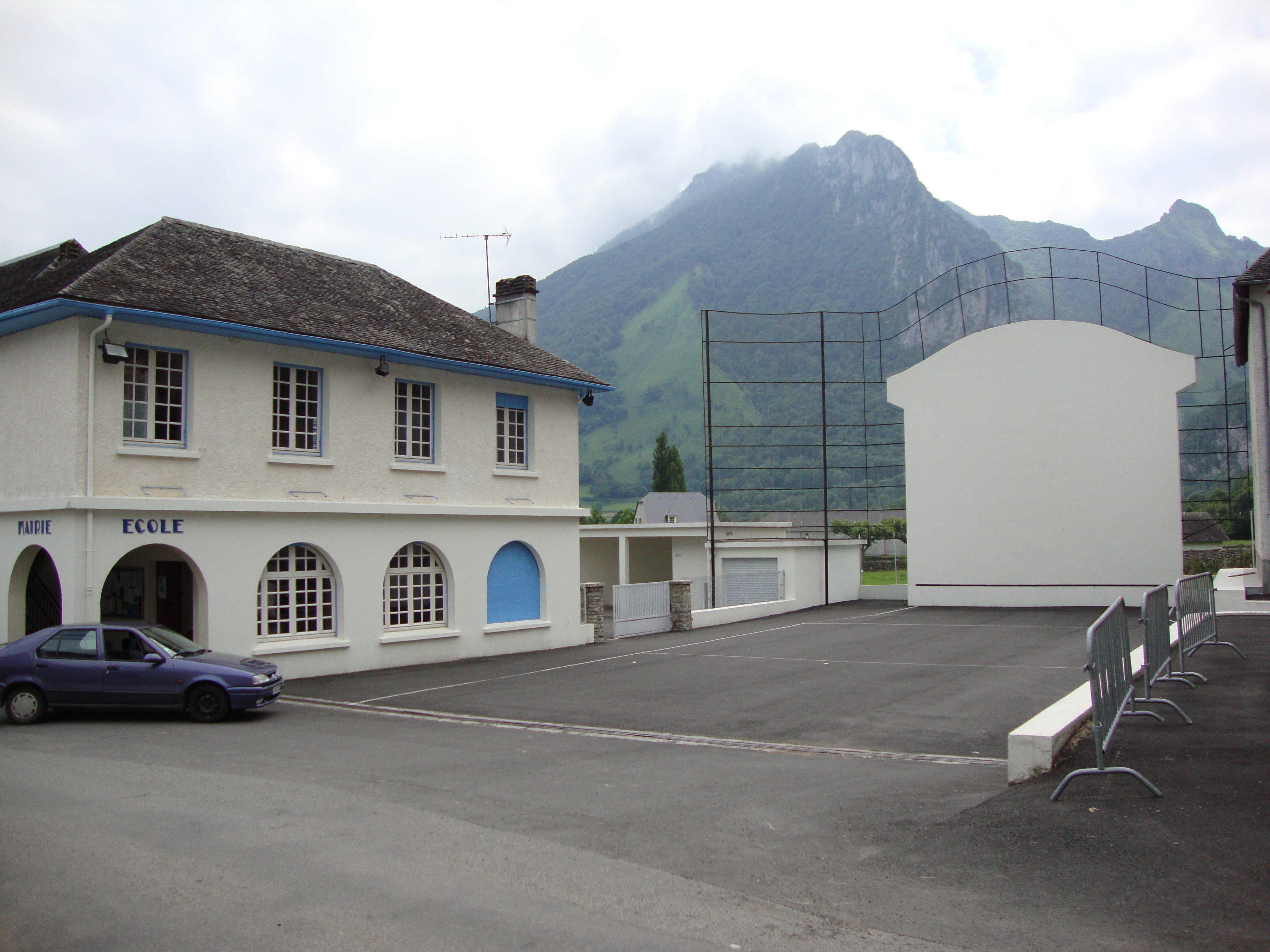
Мэрия, школа и фронтон (площадка для игры в пелоту)
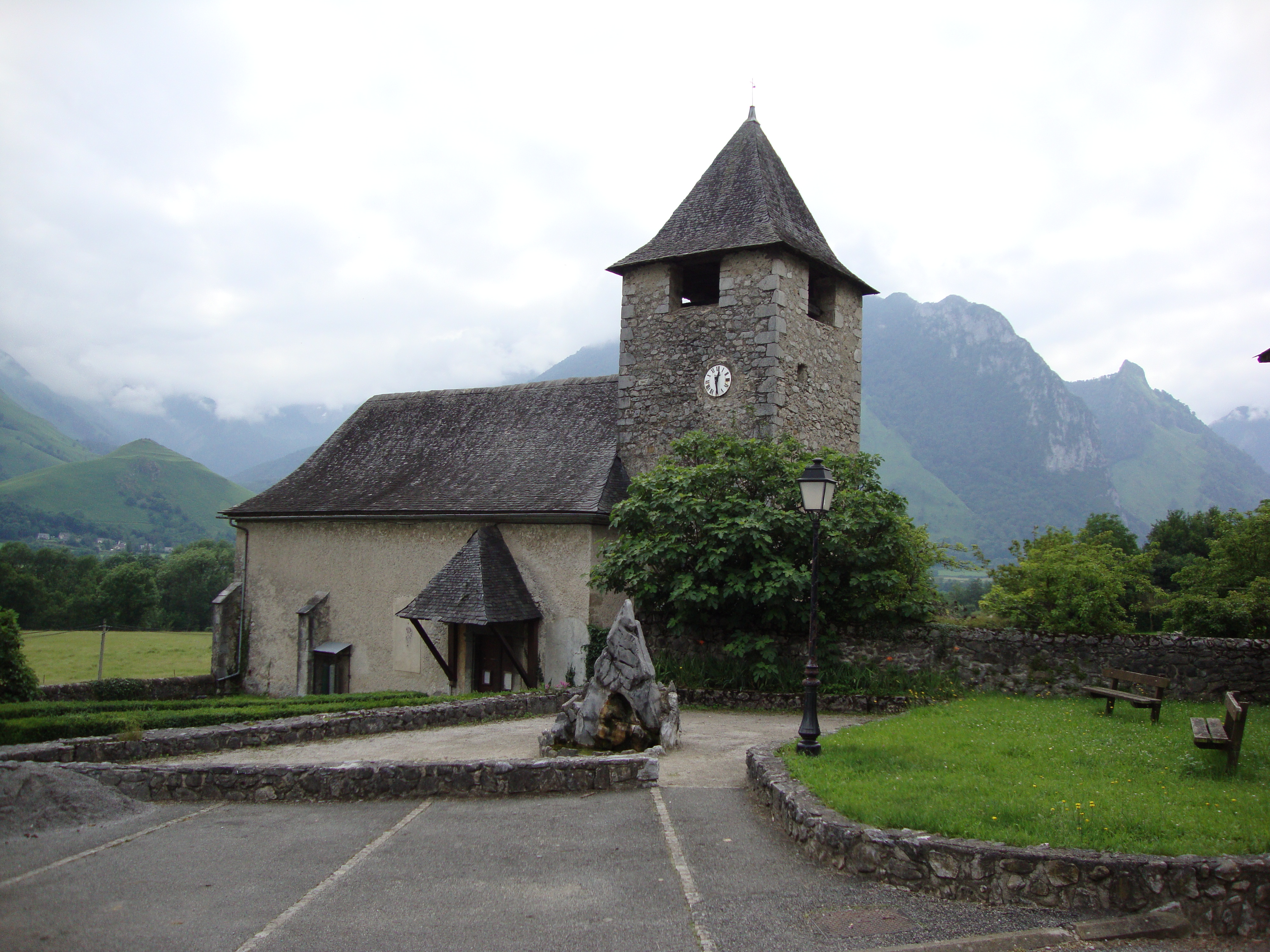
Церковь Св. Феликса
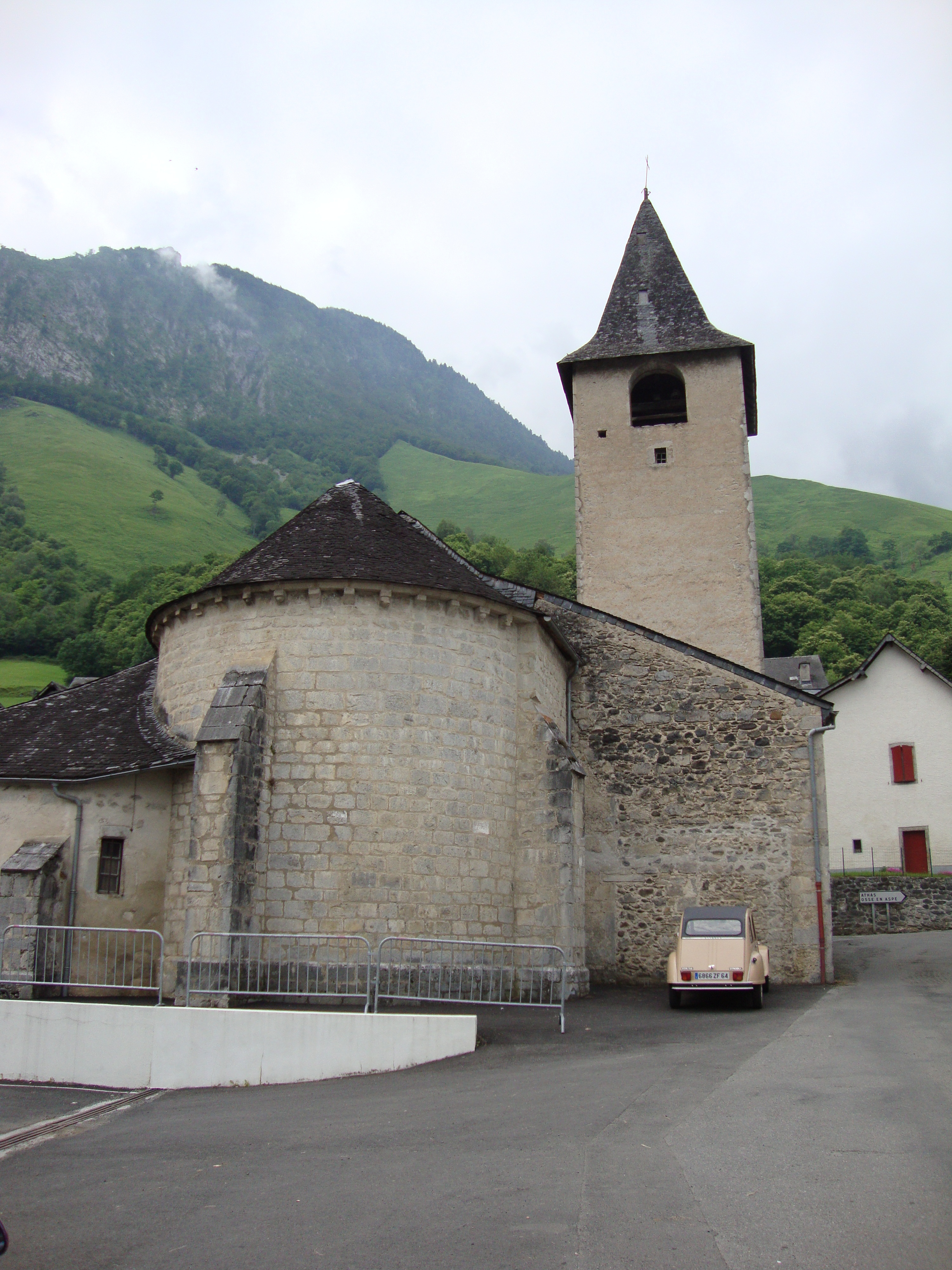
Церковь Нотр-Дам
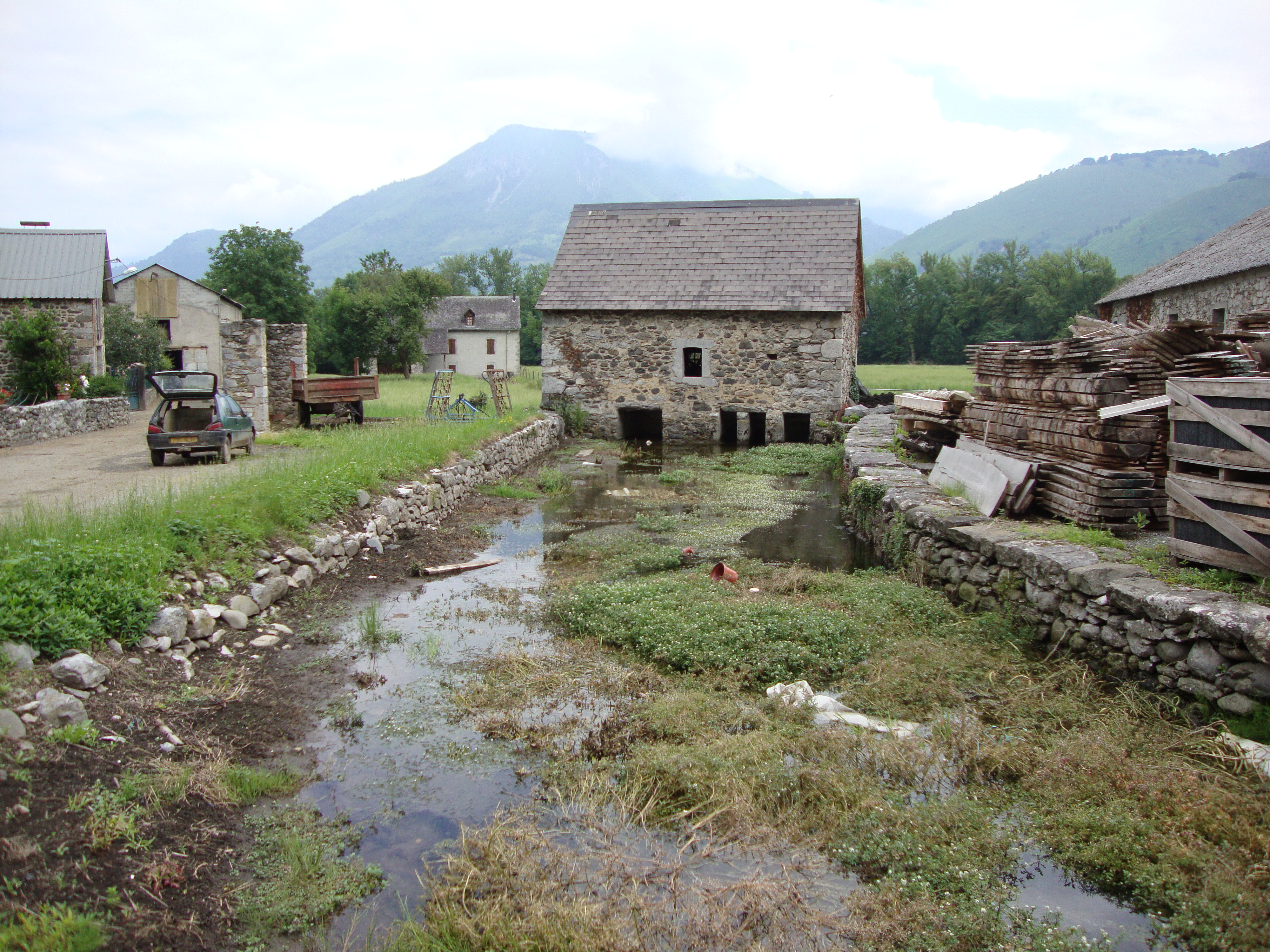
Водяная мельница